# Opo (mitologia)
Opo (in greco antico: Ὀπόεντος?, Opóentos) è un personaggio della mitologia greca.

## Genealogia
Figlio di Locro (figlio di Fisco, Φύσκος) e di Protogenia (anche chiamata Cabia o Cambise), fu padre di Cino (nonno di Oileo).

## Mitologia
Discendente di un altro Opo che fu figlio di un'altra (e più nota) Protogenia e dipese da lui se la parte della Locride orientale prese il nome di Locride Opunzia. 

Ebbe così dal padre anche una città da governare e che fu oggetto di immigrazione da Argo, Tebe, Pisa ed altre zone dall'Arcadia. 

In alcuni racconti, dopo una lite con suo padre, Opo chiese consiglio ad un oracolo sul trapianto di una colonia e l'oracolo gli disse di costruire una città dove lo avrebbe morso da un cane di legno, così un giorno calpestò un cinosbato (un dolce rovo) e turbato dalla ferita, trascorse diversi giorni durante i quali esplorò il paese e fondò le città di Fisco e Eantetia, nonché le altre città della Locride Ozolia.